# Karpfenschänke

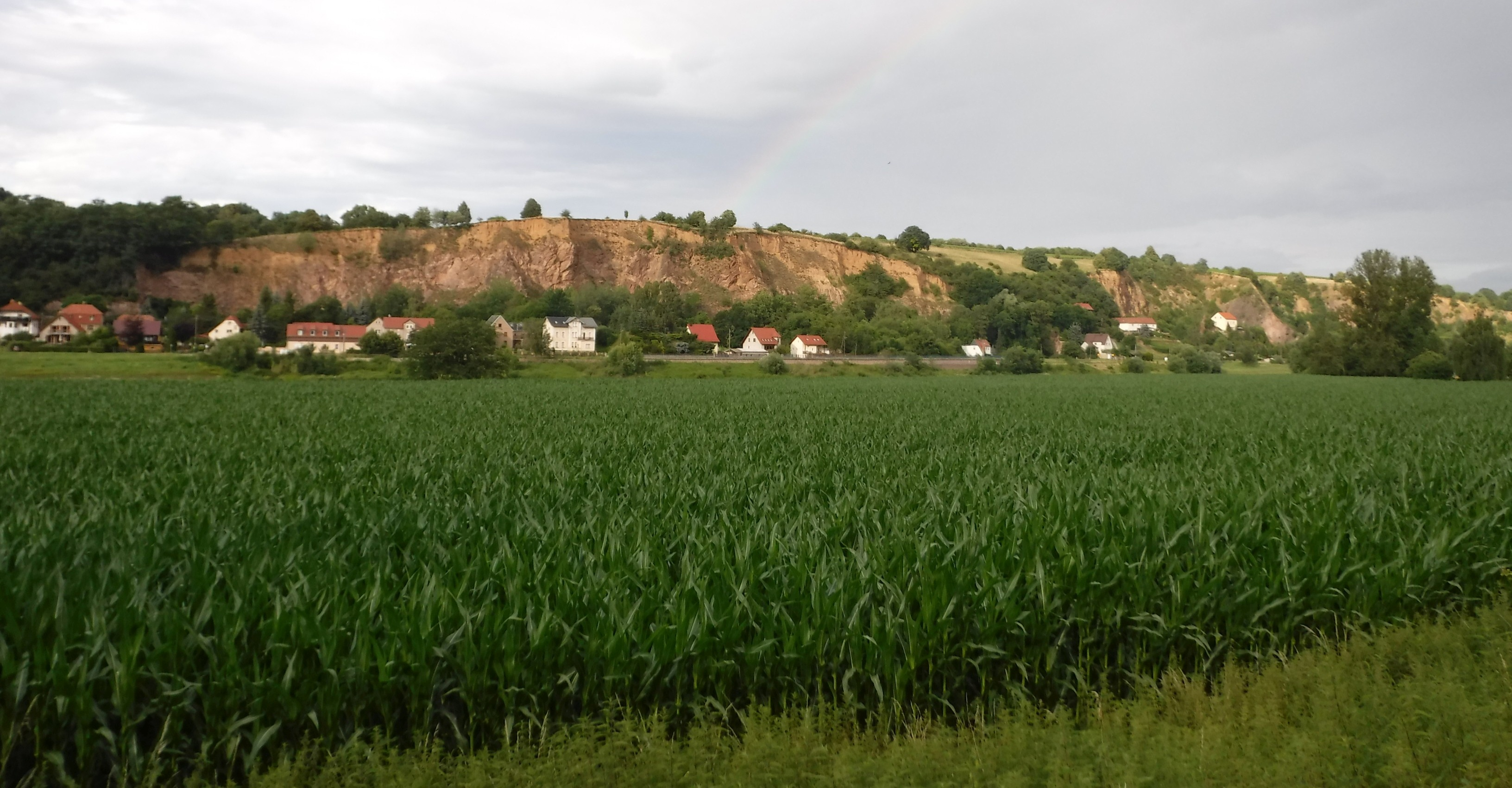
Elbhänge in Karpfenschänke

Karpfenschänke ist ein Ortsteil der sächsischen Gemeinde Diera-Zehren im Landkreis Meißen.

## Geographie
Karpfenschänke liegt unmittelbar am rechten Elbufer an der Straße von der Kreisstadt Meißen nach Zadel. Eine weitere Straße zweigt im Ort nach Diera ab. Auf der anderen Elbseite verläuft die Bundesstraße 6 von Meißen Richtung Riesa. Nachbarorte sind im Norden Diera, im Nordosten Naundörfel, im Osten und Südosten Winkwitz, im Süden Keilbusch, im Südwesten Jesseritz und im Westen Mischwitz. Im Nordwesten schließt sich Zadel an. Diera, Naundörfel, Keilbusch und Mischwitz sind Ortsteile der Gemeinde Diera-Zehren, Winkwitz gehört zur Kreisstadt Meißen und Jesseritz zu Käbschütztal.

## Geschichte

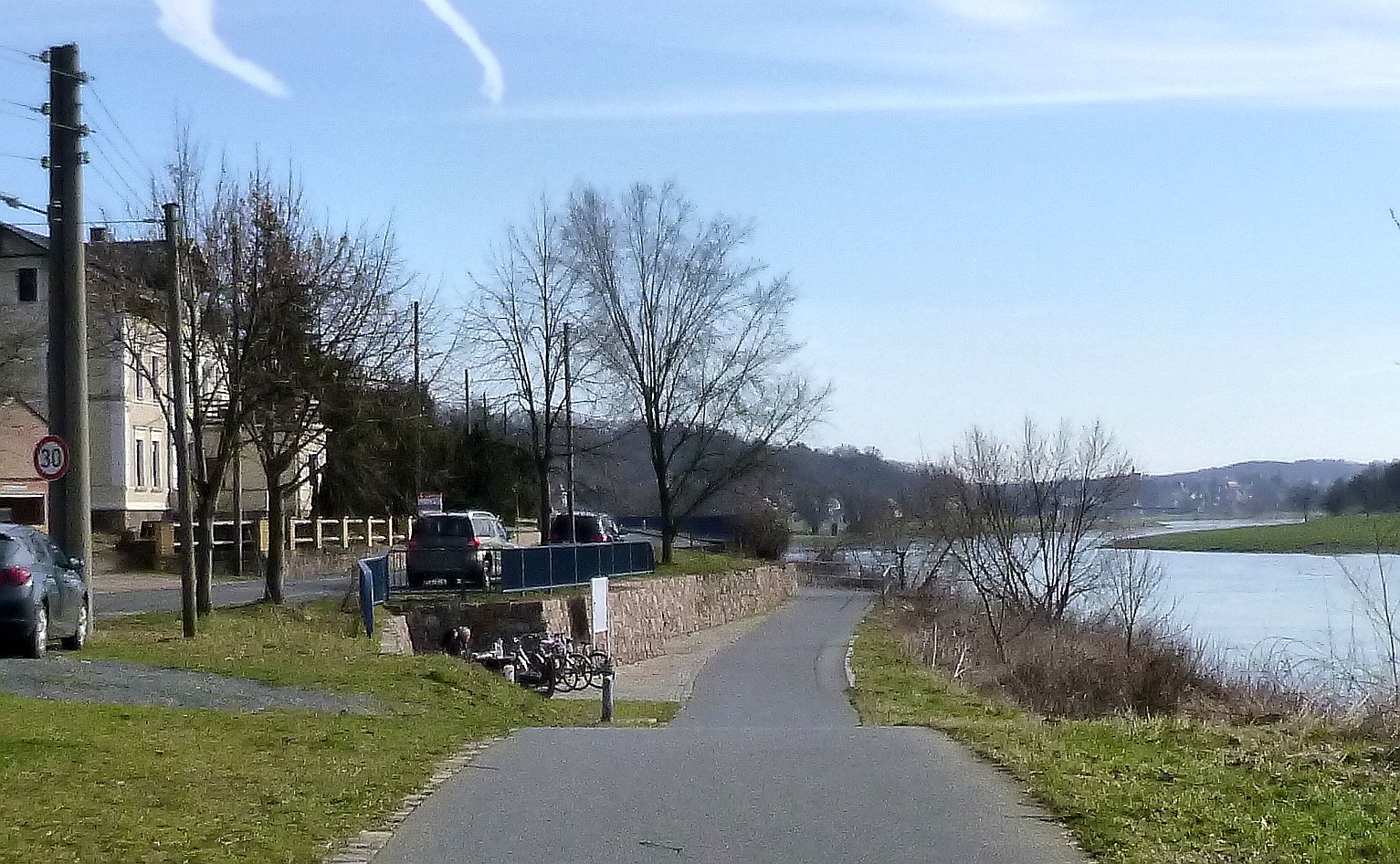
Plateau mit der Karpfenschänke, davor der moderne Elberadweg statt des alten Treidelpfades

1537 wurde am Elbstromkilometer 86 eine Fähre von der Holzung Keilbusch zum anderen Elbufer (heute Karpfenschänke) im Dorfrügen von Diera erwähnt. Drei Bauern des Dorfes mussten "jeglicher eine Brücke halten, der Gemeinde zugute so man sie badarf". Vermutlich entwickelte sich daraufhin ein gut ausgebauter Feldweg vom Dieraer Gasthof Zur Post über die Kellerstraße bis zur Elbe, so dass die Dierauer Bauern die damals noch unbesiedelten Elbwiesen zur Viehwirtschaft nutzen konnten. Ein weiterer Feldweg zur Fähre verlief durch die Elbauen nach Zadel. Entlang der Elbe gab es schon seit alters her einen Treidelpfad. Eine höher gelegene natürliche Verbreiterung diente zum Ablagern von Transportgut wie Holz, Kohle, Getreide. Auf diesem Plateau entstand im 18. Jahrhundert auch die Gaststätte Karpfenschänke, die Namensgeberin des späteren Ortsteiles. 1791 wurde die Straße am rechten Elbufer ins Elbtal verlegt, so dass sich in Keilbusch eine Häuslerzeile entwickelte. Nach und nach errichteten nun Dieraer und Zadeler Winzer auch bei der Karpfenschänke mit dem hiesigen Granit weitere Wirtschaften und Gebäude für Häusler, welche als Schiffszieher, Steinbrecher und Schiffer tätig wurden und nebenbei etwas Landwirtschaft und Viehzucht betrieben. Durch die Gaststätten "Nicolsmühle" (1840) und "Güldene Aue" (1841) entwickelte sich ein Ausflugsverkehr. Infolgedessen wurde die Fähre 1885 konzessioniert. Der Ort war seit jeher ein Ortsteil der damals eigenständigen Gemeinde Diera. Mit dem Zusammenschluss der selbstständigen Orte Diera und Zehren am 1. Januar 1999 wurde Karpfenschänke ein Ortsteil der neuen Gemeinde.
Zur Namensherkunft ist nichts Genaues überliefert. Jedoch existieren zwei mögliche Erklärungen für den Ursprung des Namens:

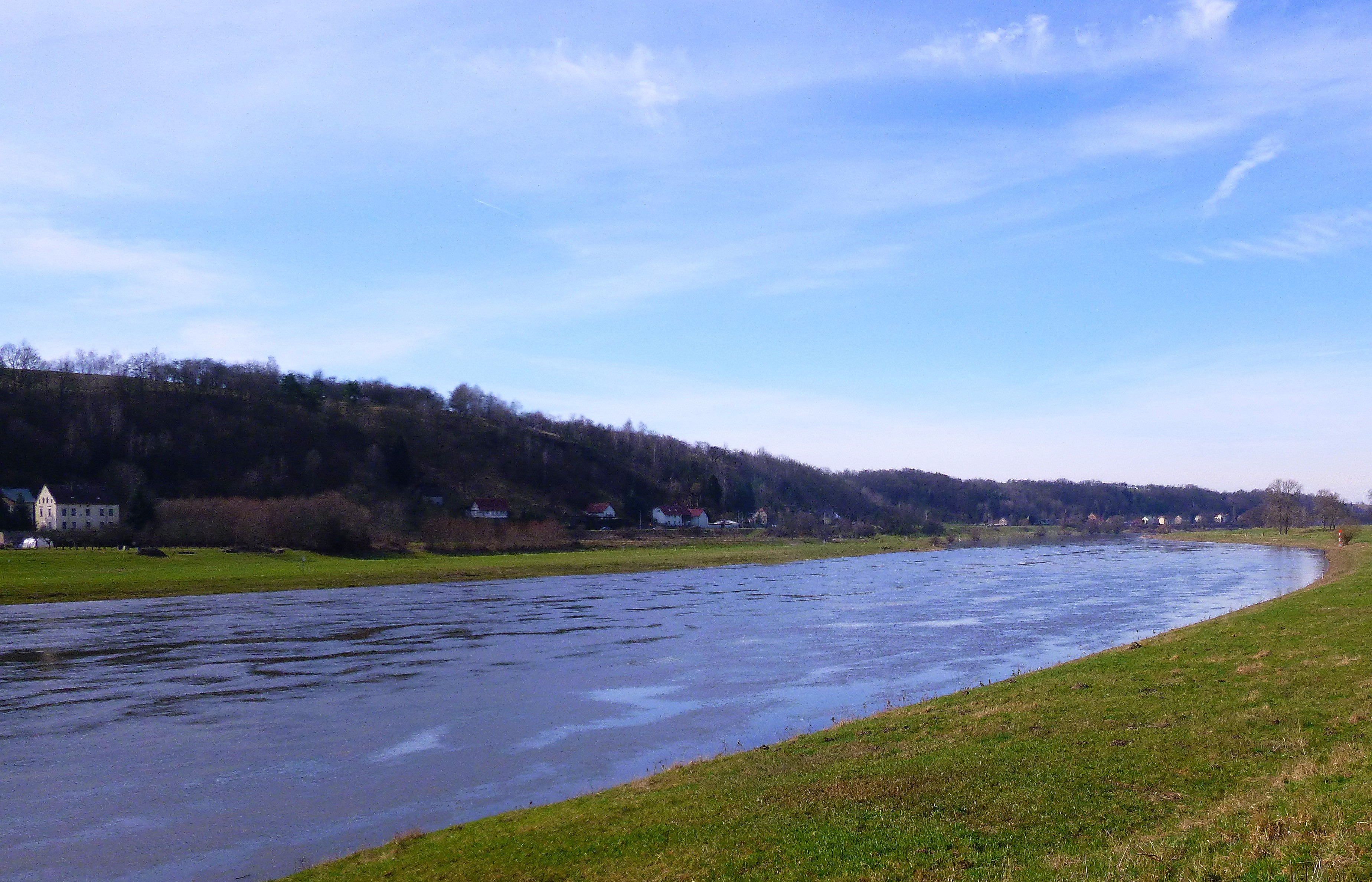
Lage des ehemaligen Karpfensteines und Blick nach Keilbusch am rechten Elbufer

- In der ersten stammt der Ortsname von einem großen Stein am Elbufer ab, der wie ein Kopf eines Karpfens ausgesehen haben soll. In der Elbschiffahrtsakte von 1821 verpflichteten sich die Uferstaaten zur Freiheit der Schifffahrt und zur Regulierung des Flusses für die Schifffahrt durch Strombaumaßnahmen, ab 1866 im heute deutschen Bereich unter der Regie der in Magdeburg gegründeten Elbstrombauverwaltung. 1870 wurde im fernen Magdeburg das Schicksal des Ufersteines besiegelt und dessen Entfernung beschlossen.
- In der zweiten Variante stammt der Name von dem Fang eines großen Karpfens unter diesem Stein ab.

Historische Ansichten von Karpfenschänke
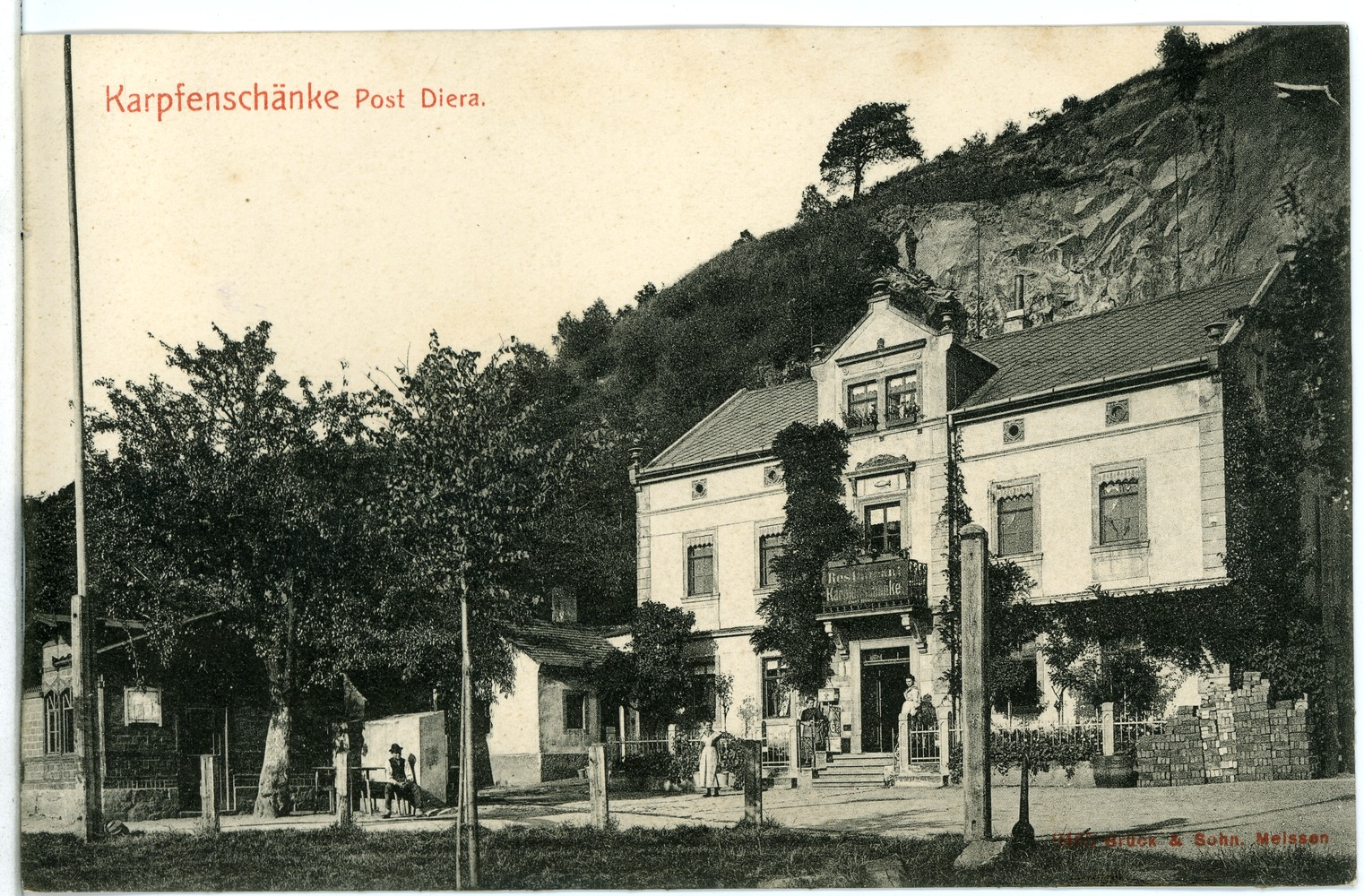
Karpfenschänke 1908
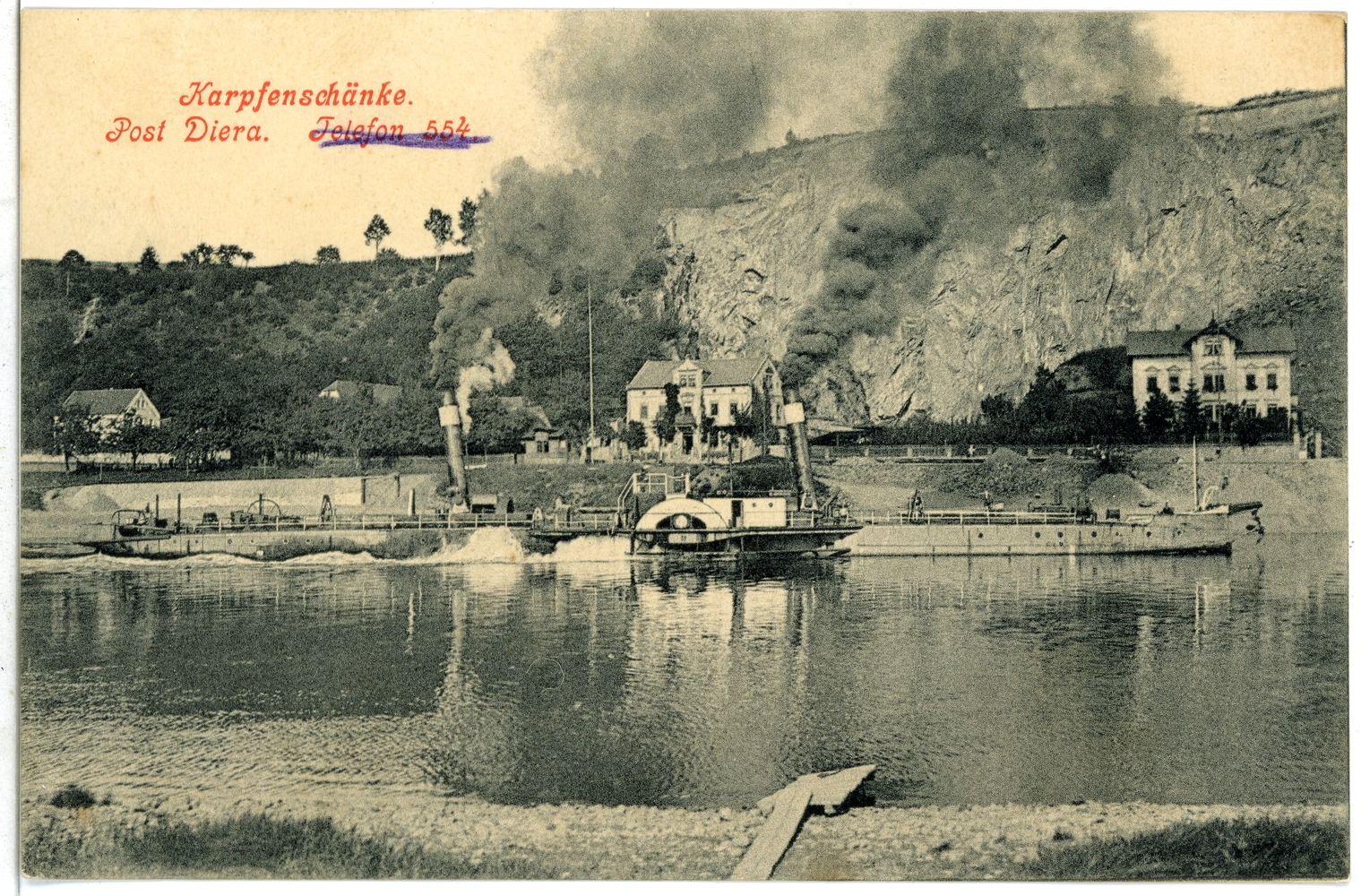
Blick über die Elbe auf Karpfenschänke 1908
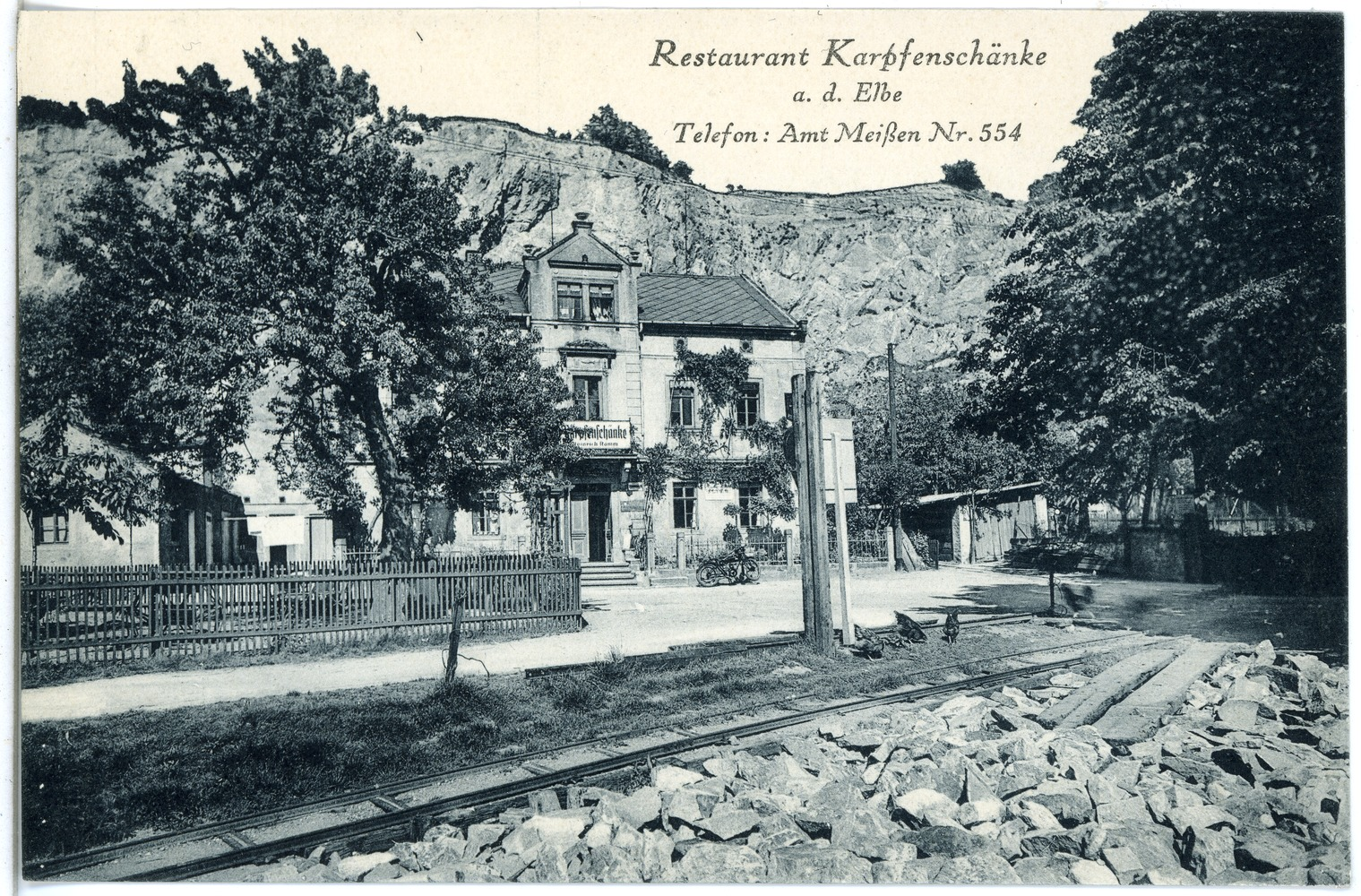
Karpfenschänke 1928